# Matinal SER
Matinal SER es un programa de radio de la emisora española Cadena SER.

## Historia
El programa comienza a emitirse en el año 1962 en plena dictadura franquista, cuando la libertad de expresión estaba absolutamente cercenada y las cadenas de radio privadas estaban obligadas a conectar con la oficial Radio Nacional de España para transmitir la información política.
En ese contexto, bajo impulso del periodista Antonio González Calderón y con dirección de Manuel Martín Ferrand surge este programa, que bajo el enunciado de programa de variedades, consigue sortear muy tímidamente el férreo control sobre la difusión de noticias, centrándose en sucesos, crónica rosa o deportes pero dejando entrever algún pequeño resquicio de información política.
Con la llegada de la democracia, el programa se mantuvo en parrilla con dirección de José Joaquín Iriarte, emitiéndose de lunes a viernes de 6:00 a 9:00 de la mañana. Se convierte entonces ya en un programa eminentemente informativo.
En 1985 se había convertido en el quinto programa más escuchado de la radio española. . En aquella época, el periodista Iñaki Gabilondo ya se había puesto al frente del programa. 
Desde 1988 la presentación y la dirección corrieron a cargo de José Antonio Marcos. Es la época en la que Gabilondo iniciaba las emisiones de Hoy por hoy, que se programa inmediatamente después del informativo Matinal SER. Un año después la dirección pasaba a Luis Rodríguez Olivares.
En 1990 los informativos de Matinal SER eran ya los más escuchados de la radio española, con 796.000 oyentes . El mes de septiembre de ese año, se incorporaba como director del programa el entonces joven periodista Juan Ramón Lucas.
En septiembre de 1993 se produjo un gran cambio en la estructura de parrilla en la Cadena SER, de forma que Matinal SER quedó subsumido por el Hoy por hoy, llamándose Hoy por hoy, matinal, con dirección de Antonio Mérida, de 6:00 a 7:00 de la mañana.
Finalmente, el éxito de Hoy por hoy provocaría un desplazamiento definitivo de Matinal SER, que comenzó a emitirse únicamente las mañanas del fin de semana con dirección y presentación de Javier Casal y más tarde Isabel León. 
A lo largo de los años ha sido dirigido y presentado por la periodista Elena Jiménez (siendo sustituida en verano y algunos días por Antonio Martín) y posteriormente por Cristina Machado.
Tras la renovación de los servicios informativos de la SER en abril de 2011  se hace cargo de la dirección y presentación Jesús Cintora hasta su despido, en noviembre del mismo año. 
- Datos: Q6006249